# Ride (videojuego)
Ride es un videojuego de carreras de motos desarrollado y publicado por Milestone srl. El juego fue lanzado el 27 de marzo de 2015 en Europa y el 6 de octubre de 2015 en Norteamérica para Microsoft Windows, PlayStation 3, PlayStation 4, Xbox One y Xbox 360.

## Desarrollo
El 15 de septiembre de 2014, Milestone anunció el desarrollo de Ride, un videojuego de carreras de motos. El estudio había desarrollado previamente juegos de carreras dentro de las series licenciadas World Rally Championship, MotoGP, SBK y MXGP.

## Recepción
Muchos críticos describieron el juego como "Forza Motorsport con motocicletas". También se señaló que era más accesible para los recién llegados que otros juegos de motocicletas. Una queja fueron los largos tiempos de carga. El juego alcanzó el número 10 en las listas de ventas de PS3 del Reino Unido y el número 13 en las listas de PS4.

## Secuelas
Ride 2 se lanzó para PC el 7 de octubre de 2016 y para Xbox One y PlayStation 4 el 14 de febrero de 2017. Cuenta con alrededor de 200 motocicletas de 15 categorías diferentes (a diferencia de las 4 categorías del juego original) con personalización adicional de motocicletas. opciones. Las pistas incluyen Macao y Úlster.
Ride 3 se lanzó el 30 de noviembre de 2018 para Xbox One, PS4 y Microsoft Windows. El juego cuenta con 230 motocicletas, desde 1966 hasta la actualidad. La lista de pistas se amplió a 30, incluidos el lago de Garda, Imatra y Tenerife.
Ride 4 se anunció el 4 de diciembre de 2019 en la página oficial de Ride en Facebook y se lanzó el 8 de octubre de 2020 para Microsoft Windows, PlayStation 4 y Xbox One, y está programado para lanzarse para PlayStation 5 y Xbox Series X/S en 21 de enero de 2021, con características meteorológicas dinámicas, hora del día, carreras de resistencia y paradas en boxes.
Fue nominado como "Mejor juego italiano" en los premios Italian Video Game Awards.